# Konfucius
Konfucius (čínsky 孔夫子, pinyin Kǒng Fūzǐ, český přepis Kchung-fu-c'; 551 př. n. l., Čchü-fu, Lu – 479 př. n. l. tamtéž) byl čínský filozof, sociální politik a státník období Jar a podzimů. Konfucius bývá považován za prvního čínského filozofa. Je to reformátorská postava, která spolu s dalším filozofem Lao-c' natrvalo poznamenala čínskou kulturu, politiku a náboženství. Jeho morální filozofie vycházela z úcty k tradici a usilovala o harmonii, k jeho etickým zásadám patří spravedlnost, laskavost, upřímnost, pokora, pracovitost, respekt k rodině a předkům. Je jedním z autorů známého Zlatého pravidla: „Nedělejte druhým to, co nechcete, aby oni dělali vám“, k němuž nezávisle dospěli starořečtí učenci i Bible. Konfuciovi se tradičně připisuje, že je autorem nebo redaktorem mnoha čínských klasických textů, včetně Pěti klasiků, ale moderní učenci jsou v tomto ohledu opatrní. V návaznosti na Konfuciovo učení se rozvíjí konfucianismus, který výrazně zasáhl do dějin náboženství a kultury východní Asie. Po nástupu dynastie Chan se stal čínskou státní ideologií.

## Další jména
Mistr Kchung = Kchung-c' = Kchung-fu-c' 

německy Konfuzius = Kung-fu-tse = Kung-tse

rusky Konfucij = Kun-czy = Kun cju = Kun Čžun-Šaňdun

## Život
Předpokládá se, že Konfucius se narodil 28. září 551 př. n. l. v oblasti dnes nazývané Šan-tung. Oblast byla formálně ovládána celočínskou dynastií Čou, ale fakticky šlo o dosti autonomní území (nazývané též stát Lu) řízené místní elitou sídlící ve městě Čchü-fu. Konfuciův otec byl v době jeho narození již poměrně starým mužem a velitelem místní posádky podléhající lokálním pánům. Rod měl dlouhou tradici, která sahala k vládnoucí dynastii menšího státu Sung (odkud do Lu emigroval Konfuciův dědeček) a přes ní až k první čínské historické královské dynastii Šang.
Ačkoli postavení rodiny bylo zpočátku prestižní, v době, kdy byly Konfuciovi tři roky, jeho otec zemřel a od té doby měla matka dost problémů rodinu uživit. Chodil tak jen do škol pro chudé obyvatelstvo, kde byl vzdělán v tzv. šesti uměních. V devatenácti se Konfucius oženil, se svou ženou měl tři děti, jednoho syna a dvě dcery, z nichž jedna podle všeho zemřela v dětství. Ve 23 mu zemřela matka, načež držel tři roky smutek, jak vyžadovala tradice. Tehdy již pracoval na různých vládních pozicích jako účetní a správce. Jeho učenost však vedla k rychlému vzestupu. Roku 501 př. n. l. byl jmenován guvernérem města a nakonec se dostal na pozici, kterou by šlo označit jako ministr vnitra nebo spravedlnosti (státu Lu).
Vnitropolitická situace státu byla složitá, ovládaly ho tři mocné rodiny, které spolu soupeřily a měly svá opevněná sídla, kde mohly hledat útočiště v situaci, kdy nesouhlasily s centrální vládou, nebo měly spor s dalšími mocnými rody. To viděl Konfucius jako zhoubné a hlásal důležitost centralizace a poslušnosti vůči panovníkovi. Za tím účelem usiloval o to, aby sídla všech rodů strhla své hradby a byla tak vůči centrální moci bezbranná. Byť mnozí upozorňují, že se ve spletitých politických okolnostech pohyboval s obratností zkušeného politika a diplomata, cíle se mu dosáhnout nepodařilo a naopak si svou centralizační kampaní vytvořil řadu vlivných, šlechtických nepřátel. V roce 497 př. n. l. se dostal již do takových problémů, že musel odejít do exilu. Tlak mocných šlechticů byl asi rozhodujícím faktorem, byť oficiálním důvodem odchodu ze státu Lu bylo údajné Konfuciovo zklamání z panovníkova zanedbání svých povinností poté, co mu sousední stát poslal jako dar osmdesát krásných tanečnic.
Konfucius po odchodu cestoval po severovýchodní a střední Číně, navštívil řadu lokálních vládců, jimž vysvětloval svou politickou filozofii, ale bez valného ohlasu. Domů do rodného Lu se vrátil ve svých 68 letech poté, co ho k tomu vyzval první ministr. Tehdy se obklopil 72 (dle jiných zdrojů 77) žáky a nadiktoval jim řadu textů zařazených později do tzv. Devíti klasických knih, zvaných též konfuciánský kánon. Mezi své žáky přijímal hlavně mladé studenty z řad zchudlých šlechticů. Vyučoval patrně přímo ve svém domě, a to jak formou přednášek, tak formou rozhovorů se studenty. Působil také jako poradce několika vládních úředníků. Zasažen ztrátou svého syna i smrtí několika oblíbených učedníků, zemřel ve věku 71 nebo 72 let.
První Konfuciův životopis zpracoval čínský klasický historik S’-ma Čchien ve svém díle Š'-ťi („Zápisky historika“). Žil zhruba tři stal let po Konfuciovi a při sestavování jeho životopisu vycházel hlavně z knihy Hovory, které obsahují občasné zmínky o Konfuciově soukromém životu. Ty jsou považovány za nejspolehlivější zdroj jeho biografie. Nutno ale vzít v potaz, že tuto knihu nenapsal sám Konfucius (sám nenapsal žádnou knihu), ale byla sestavena jeho žáky, přičemž sinologové vedou spor, zda žáky první nebo druhé generace.
Jméno Konfucius je latinizovaná podoba jeho čínského jména Kchung Fu-c'; k tomuto polatinštění došlo v 16. století, kdy byly myšlenky Konfucia poprvé šířeji představeny evropské společnosti.

## Učení a filozofie
Konfucius se zajímal hlavně o politiku, filozofii a etiku osobního a rodinného života. Základní ctností je podle Konfucia žen (humanita). Tento koncept má podle některých výkladů blízko ke křesťanskému konceptu agapé. Odvolává se na něj rovněž často feminismus při obhajobě práva žen v asijských společnostech. Problémem ovšem je, že Konfucius rovněž výslovně uvedl, že se žena má podřídit svému muži.
Konfucius odmítal ideu mudrce odtrženého od světa (základním rysem jeho filozofie je příklon k člověku a k praktickému životu). Své následovníky vedl k tomu, aby se účastnili veřejného života a sám jim šel příkladem – jako padesátiletý se stal ministrem spravedlnosti ve státě Lu. Konfucius zastával názor, že lidé, kteří se sami vzdělávají a pracují na zušlechťování svého charakteru, budou připraveni a schopni vést stát nového typu – ušlechtilým způsobem (podobně, jako se to podařilo předešlým čínským dynastiím, ke kterým Konfucius choval obdiv).
Konfucius nevytvořil žádný systém logiky či metafyziky. Jeho nauka je souborem zásad a principů lidského chování a žití. Neuznával dědičné nároky na šlechtické stavy, tvrdil, že prostřednictvím zdokonalování se člověk do tohoto stavu dostává sám.
Již velmi dlouho se vede debata o tom, zda Konfucius založil náboženství, či sekulární myšlenkový systém. V Číně je za náboženství konfucianismus tradičně považován. Pojednává o prvcích posmrtného života a mluví o Nebi. Na druhou stranu je nápadné, že se oproti jiným spirituálním směrům nápadně málo stará o pojmy jako duše nebo nesmrtelnost. Člověk nemá být v Konfuciově představě ctnostným proto, aby měl dobrý vztah s bohem, ale aby fungovala společnost. Také zdůrazňoval, že rituály a instituce nebyly přikázány z Nebes, ale jsou výsledkem tradice. Konfucius však údajně věřil v astrologii a řekl: „Nebe sesílá své dobré nebo zlé symboly a mudrci podle toho jednají.“
Konfucius kladl velký důraz na vzdělání. Zdůrazňoval, že spíše než sdělovat pravidla by měl mudrc především jít osobním příkladem. Velkým předmětem diskusí je, zda lze Konfuciovo učení označit za humanistické (či jaký má k evropskému humanismu vztah), zda je konzervativní (což byl dlouho převládající názor) a zda v něm lze hledat zdroj tradičního asijského kolektivismu. Humanistická linie se opírá o klíčovou konfuciánskou ctnost zvanou obvykle vzájemnost. Kolektivistická tendence vyvěrá z pojmu, který se obvykle překládá jako spravedlnost, ale v zásadě jde o akci, která je opakem akce konané ve vlastním zájmu. K dalším pěti důležitým ctnostem dle Konfucia patří: vážnost, velkorysost, upřímnost, pracovitost a laskavost. Další důležitou hodnotou je rovnováha a vyváženost. Například nejvíce velkorysý člověk není ten, kdo obdarovává nejvíce, ale ten kdo nedává ani mnoho, ani málo.
Konfuciův konzervatismus vyvěral z toho, že staré vládce viděl jako dokonalé a mnohem lepší než současné a vyzýval k obnovení původního správného řádu. Někteří však upozorňují, že Konfucius patrně vůbec nevěřil ve zlatý věk předků a použil odkazy k minulosti jako jakýsi lákavý obal pro své reformní představy a také pro motivování současných politiků k ctnostnému jednání. V tomto smyslu byl opakem konzervativce. Pravdou ale je, že řada Konfuciových výroků je ve sporu s idejemi demokracie. Konfucius vyjádřil obavy, že masám chybí intelekt a nemohou tedy o sobě rozhodovat. Podle Konfucia se lidé nerodí si rovní, a proto nemá každý právo na samosprávu. Poslouchat nadřízeného je v Konfuciově představě nezbytné, na druhou stranu vůdce Konfucius nabádá k vládě mírné – budou-li ctnostní, lid je bude ctít a vládce nebude potřebovat užívat násilí k prosazení své vůle.

## Dílo

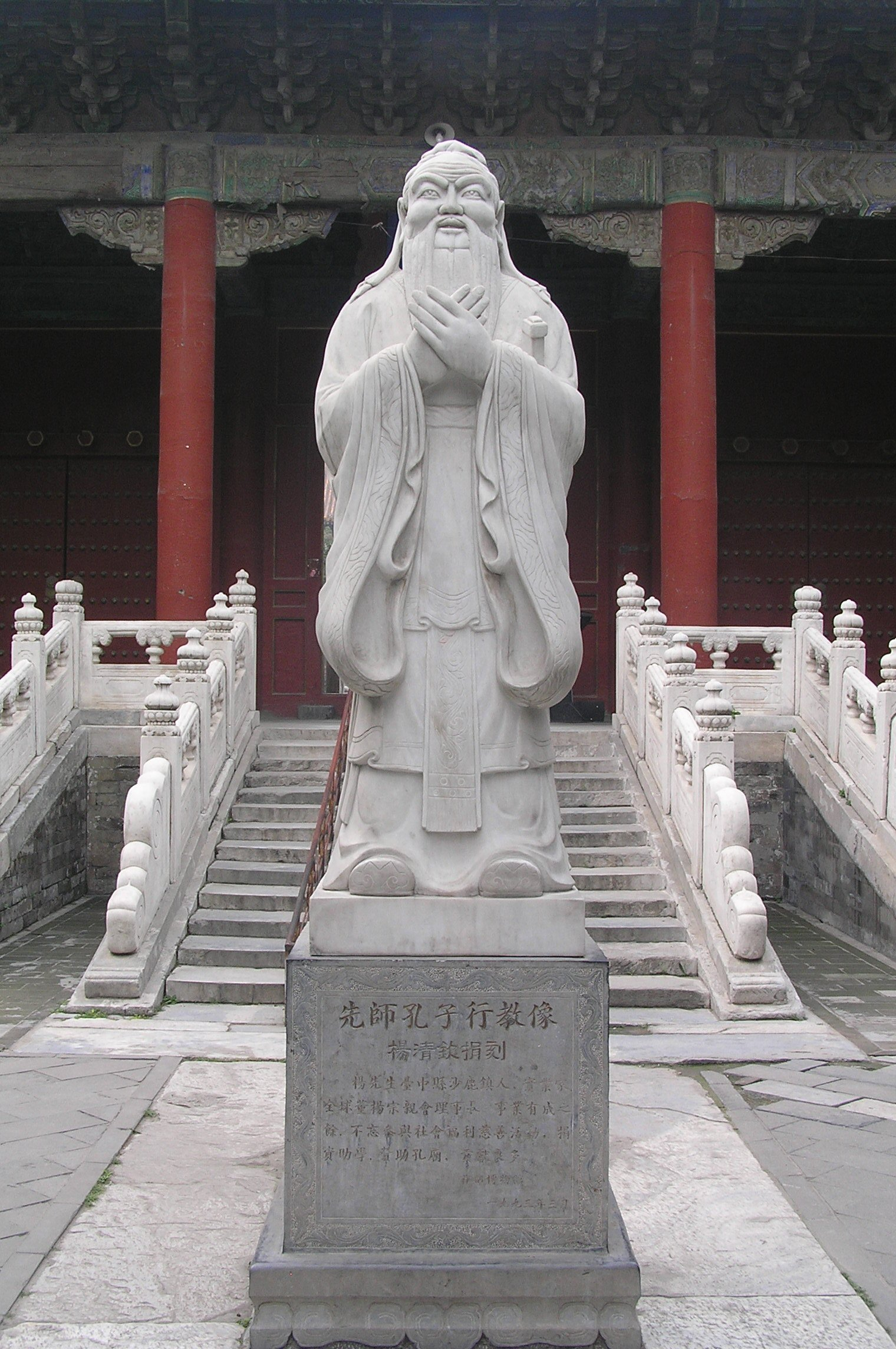
Konfuciova socha v jeho chrámu

- Pět klasiků (Wu-ťing) – informace v nich byly do Konfuciovy doby předávány ústní tradicí, Konfucius je pouze sepsal a vydal.
  - Kniha písní (Š´-ťing)
    - nejstarší známá sbírka čínské poezie. Obsahuje 305 básní (a šest titulů, ke kterým se text nedochoval), pocházejících z období od jedenáctého do šestého století př. n. l. Název sbírky se také někdy překládá jako Kniha poezie, ale vzhledem k tomu, že básně byly zpívány při obřadech a slavnostech, ustálil se pro ni název Kniha písní. 160 písní bylo lidových, 105 zpívaných při dvorských ceremoniích a 40 byly hymny k uctění bohů a královských předků.

  - Kniha dokumentů (Šu-ťing)
    - sbírka nejstarších čínských historických pramenů, politických traktátů, rozprav, výnosů a právních předpisů doplněných výklady a spojovacími texty. Důležitý zdroj čínského politického myšlení: v knize se řeší otázka legitimity moci či vztahu vládce a poddaného. Tzv. teorie mandátu Nebes říká, že o právu vládnout nerozhoduje vůle duchů předků a božstev, nýbrž lidské kvality, zásluhy a ctnosti.

  - Kniha obřadů ([Li-ťi)
    - sbírka návodů a naučení týkajících se dvorských rituálů a etikety, vedení soudních přelíčení a také chování a správného jednání při styku s lidmi, předky i bohy, přičemž tato naučení jsou mezi sebou propojena různými vyprávěními a spojovacími texty. Kniha má 49 kapitol a odráží zvyky za dynastie Čou. Za autora je tradičně považován Konfucius, kniha však vznikla až mnoho let po jeho smrti, jde o kompilaci textů vzniklých v období od 2. století př. n. l. do 2. století n. l.

  - Letopisy jar a podzimů nebo Kniha jara a podzimu (Čchun-čchiou)
    - nejstarší čínská datovaná kronika, která zachycuje událostí z doby vlády dvanácti knížat ve státě Lu v letech 722–481 př. n. l. Události nejsou vzájemně propojovány, jde skutečně o pouhý postupný záznam dějů, tedy více letopisy než kroniku. Teprve v závěru knihy se nacházejí komentáře, které události dávají do souvislosti a jsou pro historiky nejcennější – dochovaly se tři: Cuoův komentář, Ku-liangův komentář a Kung-jangův komentář. Nejdůležitější je Cuoův komentář, jehož autorem je podle tradice soudní zapisovatel státu Lu Cuo Čchiou-ming žijící v 5. století př. n. l. Ve skutečnosti však komentář vznikl zřejmě až v Období válčících států (475–222 př. n. l.) Autor s vysokou stylistickou úrovní doplnil strohá fakta z Letopisů o řadu dalších zpráv, událostí a okolností. Dílo je napsáno živým, metaforickým jazykem blízkým hovorové řeči a obsahuje i anekdotické příběhy.

  - Kniha proměn (I-ťing)
    - jde o soubor textů, jejichž vznik sahá až do 2. tisíciletí př. n. l. V hlavní části se jedná o řadu 64 hexagramů, obrazců složených ze šesti čar (které mohou nabývat jangové nebo jinové podoby), které představují 64 rozdílných archetypálních situací. Kniha proměn se používala jako orákulum, i jako filozofický a kosmologický systém. K věštění se začala používat během 12. století př. n. l. za dynastie Čou. Jedním z autorů by měl být císař Fu-si, jde však o legendární, nikoli historickou figuru. Tradice o něm tvrdí, že na základě pozorování jevů na nebesích i zemi sestavil osm trigramů. Ty jsou tématem i Knihy proměn.
- Čtyři knihy (S'-šu) – vlastní Konfuciovy myšlenky, které byly zapsány později jeho žáky.
  - Hovory (Lun-jü)
    - obsahují výroky a záznamy jednání Konfucia, autorem však není sám Konfucius. Kniha je výtvorem tradice, vznikla nedlouho po Konfuciově smrti, kodifikována byla však až za dynastie Chan (206 př. n. l. – 220 n. l.). Od té doby text neprodělal výraznějších změn. Hovory jsou napsány v tradiční čínštině. Dílo poskytuje asi nejspolehlivější pramen ke studiu Konfuciova života. V Hovorech se nachází vysvětlení většiny klíčových konfuciánských představ a pojmů jako je lidskost (žen), náprava jmen (čeng-ming), obřadnost (li), pojetí „ušlechtilého muže“ (ťün-c’), Nebes (tchien) a cesty středu (čung-jung).

  - Velké učení (Ta-süe )
    - původně byla 42. kapitola z Knihy obřadů (Li-ťi). Má shrnovat Konfuciovy myšlenky a obsahuje zřejmě i původní komentáře Konfuciova žáka Ceng-c’a. Velké učení mělo značný vliv na čínské myšlení, a to i politické. Vyjadřuje totiž ideu, že obecný způsob vlády v zemi, způsob individuálního myšlení a sebekultivace jsou spolu vzájemně propojeny a ovlivňují se.

  - Cesta středu ( Čung-jung)
    - původně 31. kapitola z Knihy obřadů (Li-ťi). Za autora byl tradičně považován Konfuciův vnuk C’-s’, to je ale nepravděpodobné. Zde rozebíraná nauka o „středu“ je jádrem konfuciánské filozofie a etiky. Středem je míněna idea rovnováhy a objektivity. Člověk se má držet středu za každých okolností, takové chování odpovídá zákonům přírody. Typickou radou v knize je, že přítel by neměl být ani příliš blízký, ani příliš daleký, člověk by neměl být ani příliš smutný, ani příliš veselý apod.

  - Meng-c'
    - shrnuje učení Konfuciova následovníka Meng-c’a (Mencia). Kniha obsahuje kompilaci výroků a rozhovorů Mencia s jeho žáky. Typické je, že oproti Konfuciovým (nebo pseudokonfuciovým) výrokům, které jsou vždy krátké, Menciovy hovory jsou rozvláčné. V mnohém se od Konfucia odklání i ideově. Mencius tvrdí, že každý člověk se rodí s vrozeným smyslem pro dobro a spravedlnost, každý je ze své přirozené podstaty morální bytost. Přirozený sklon k dobru a spravedlnosti u člověka je však oslabován negativním vlivem vnějšího světa, zkorumpované státní moci a nedostatkem pozitivního morálního příkladu během vývoje. Hlavní snahou člověka by podle Mencia měl být návrat k přirozené podstatě. Mencius též tvrdí, že vládne-li panovník krutě a nestará se o veřejný zájem, není zlé takového panovníka odstranit silou lidu.

### Hovory
Nejautentičtěji by Konfuciovy názory měla zachovávat kniha Hovory, zvaná též Hovory Konfuciovy. Hlavní myšlenku Hovorů lze shrnout do pojmu lidskost (žen (仁), Tento pojem se někdy překládá též jako Dobro, nebo humánnost. Hlavní a často citovaná myšlenka se nachází v kapitole 23 knihy XV: „Co nechceš, aby ti jiní činili, nečiň ty jim.“ Uplatnění žen v praxi má za následek mravnost (li (禮); stejný znak se dříve používal pro obřadnost či Řád, a podle Konfucia ten, „kdo se přemáhá a podrobuje Řádu, je dobrý.“ V tomto smyslu si Konfucius představoval ideál dobrého člověka: „Pevný, rozhodný, prostý, málomluvný – takový je člověk blízký Dobru“.
Po lidskosti (žen) Konfucius snad nejvíce zdůrazňoval oddanost syna vůči otci, která zakládá oddanost poddaného vůči panovníkovi. V pozdějším konfuciánském učení je tento vztah zakotven v pěti vztazích, které určují sociální soužití (wu-lun (五倫)). Tyto vztahy jsou mezi otcem a synem, mužem a ženou, starším a mladším bratrem, knížetem a poddaným, přítelem a přítelem. Vyjma vztahu mezi synem a otcem (rodiči) se o těchto pěti vztazích v Hovorech příliš nepíše a je pravděpodobné, že jsou produktem až pozdější tradice, byť je zřejmé, že inspirační zdroj se nachází v Hovorech.
K tehdejšímu oficiálnímu náboženství, tzn. kultu předků, zaujímá Konfucius v knize velmi zdrženlivý postoj. Na otázku, jak má člověk sloužit duchům, odpověděl: „Jak můžeš sloužit duchům, když dosud neumíš sloužit lidem?“ Stejně tak zdrženlivě Konfucius odpověděl na otázku po osudu zemřelých: „Jak se můžeš něco dovědět o smrti, když neznáš život?“ nebo na otázku výkladu oběti předkům: „Neznám výklad. Kdo by jej znal, mohl by vládnout všemi věcmi pod nebesy tak snadno, jako kladu toto sem. A položil prst na dlaň své ruky.“ Kult předků však Konfucius nezavrhoval, v jeho chápání jde ale spíše o etickou než náboženskou záležitost. Konfucius z rituální stránky obřadnosti (opět li (禮)) přehlížel její náboženskou rovinu a zaměřil se na prožitky člověka a jeho stavy během rituálu, na jeho obřadný postoj. Tento niterný pocit člověka je slavnostního rázu, který navenek vyniká formálním chováním. Konfuciově lidskosti (žen) to dodává estetickou hodnotu a formální vytříbenost.
Nemalá část Hovorů je věnována tomu, jak dobře vládnout. Na otázku C'-kunga na to, jak dobře vládnout, Konfucius odpověděl: „Dostatek potravy, dostatek zbraní a důvěra prostého lidu.“ Poté, co byl Konfucius požádán, aby od jedné z věcí upustil, Konfucius upustil od zbraní a poté od potravy, protože „od starodávna smrt je údělem všech. Ale bez důvěry lid obstát nemůže.“ Když byl Konfucius dotázán na to, co by učinil, kdyby se stal panovníkem, odpověděl, že by provedl opravu řeči (正名, čeng-ming; doslova „učinit správným pojmenování“), protože „je-li řeč nesprávná, pak se to, co se říká, neshoduje s tím, co je míněno; a neshoduje-li se to, co je řečeno, s tím, co je míněno, nemůže být provedeno to, co má být vykonáno. Nemůže-li být provedeno to, co má být vykonáno, pak nebudou obřady ani hudba vzkvétat. Nebudou-li obřady ani hudba vzkvétat, pak zmrzačení a menší tresty nepostihnou pravé viníky. Když zmrzačení a menší tresty nepostihnou pravé viníky, pak nebude mít lid kam složit ruce a nohy. Proto užívá urozený muž jen takové řeči, jakou se hodí proslovit, a mluví jen o tom, co se hodí vykonat.“ Opravou řeči Konfucius myslí, aby se kníže choval jako kníže a stejně tak ostatní nechť se chovají tak, aby byli hodni svého jména. Podle Konfucia totiž každý (ať je to kníže či např. otec nebo manželka) musí konat podle povinností, které jsou uloženy v jeho jméně. „Kníže nechť je knížetem, ministr ministrem, otec otcem a syn synem.“
Konfuciův „urozený muž“ (též ušlechtilý či dobrotivý; 君子, ťün-c'), který je zmíněn výše, patří ke klíčovým konfuciánským pojmům. Jedná se o ideálního konfuciánce, který se „řídí zásadami li, jak byly zapsány ve starých knihách, jež se staly kánonem.“ Pojem ťün-c' měl původně politický nádech, Konfucius mu však vtiskl nový, morální význam. Podstatou tohoto významu je chápání urozeného muže jako člověka, jehož urozenost (ušlechtilost, dobrotivost) není dána původem, ale jeho morálkou, které lze docílit jedině prostřednictvím učení. V protikladu k tomuto pojmu stojí siao-žen (小人), doslova „malý člověk“ (ve smyslu nízkého morálního charakteru). V Hovorech bývají často ťün-c' a siao-žen kladeni do protikladu; např. „Urozený muž se vyzná v tom, co je správné, stejně jako se malí lidé vyznají v tom, co se vyplatí.“
Neustálé učení hraje u Konfucia velmi důležitou roli. Podle Hovorů vyučoval čtyřem věcem: „vzdělání, řízení záležitostí, věrnosti představeným a plnění slova.“ Zdůrazňuje přitom, že učení není pouze knihomolství či samoúčelné hromadění fakt; učení chápal jako shromažďování poznatků, kterými pak člověk mohl řídit své chování. Konfucius byl velkým milovníkem znalostí starých časů, ke kterým často odkazoval: „Kdo může získat znalost nového oživením starého, je schopen být učitelem.“
Konfucius zavrhoval jakékoliv druhy pověry a choval kladný vztah k hudbě, kterou kladl do úzkého vztahu s rituálem. Výuku hudby však doporučuje urozeným mužům až v pozdějších letech: „Jenom prostí lidé čekají, až pokročí v hudbě (než přijmou úřad). Urozený muž si může dovolit poznávat obřady a hudbu později.“ Součástí Hovorů je i několik humorných situací a vtipů, i tyto vtipy však mohou skrývat ponaučení. Tak např. když byl Konfucius na cestě do města Wu, pronesl: „Na zabití kuřete neužívám nože na voly.“